# Caspar van den Hoecke

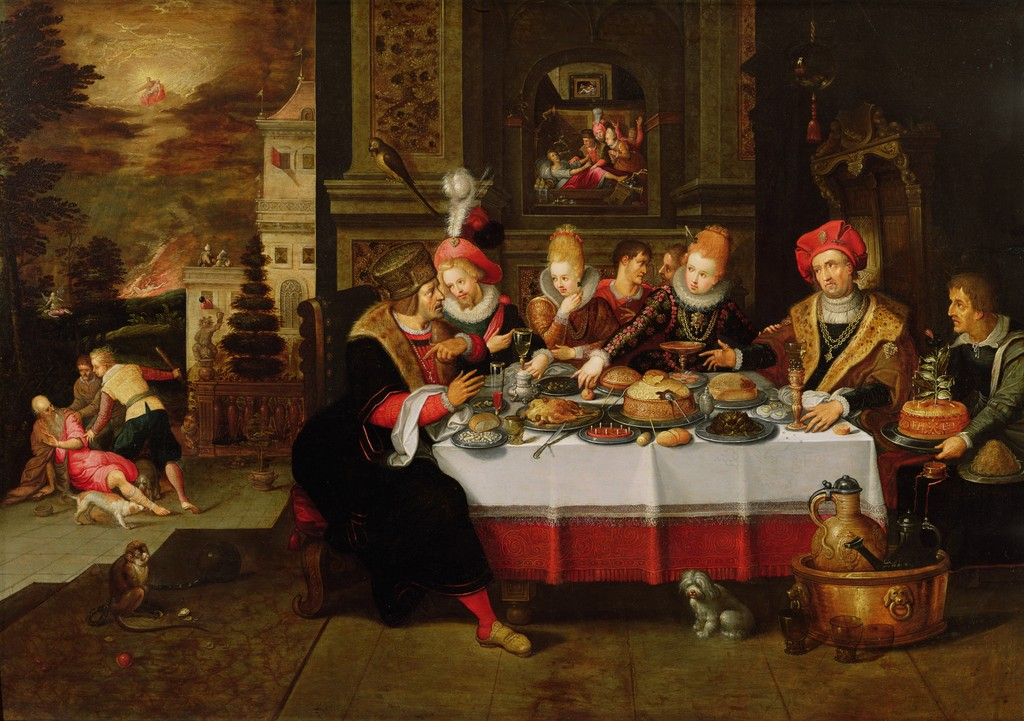
Caspar van den Hoecke, Lazzaro a tavola con l'uomo ricco

Caspar van den Hoecke (Anversa, 1585 – Anversa, 1648) è stato un pittore fiammingo.

## Biografia
Il pittore barocco fiammingo Caspar van den Hoecke (o Gaspar van den Hoecke) era noto, nei suoi primi anni di produzione, per piccoli dipinti devozionali, realizzati nello stile di Frans Francken II, che era uno degli artisti di riferimento per la scuola olandese meridionale.
Risulta attivo dal 1603 al 1641. Pittori furono anche i figli Robert e Jan che Caspar formò all'arte della pittura.
Caspar Van den Hoecke è stato un allievo di David Teniers il Vecchio - suo coetaneo - e ad Anversa si fece presto notare, tanto che nel 1603 fu accolto come membro della gilda di San Luca. Nei primi tempi seguiva lo stile dei manieristi; più tardi si dedicò anche a pitture di grande formato, accostostandosi alla maniera di Peter Paul Rubens e subendo anche l'influenza dei Caravaggisti, di Antoon van Dyck e - in particolare, per il cromatismo - di Hans Jordaens. I suoi dipinti, dominati da figure possent e ammantate in abiti da larghi e pomposi volumi, erano resi con ricche ed intense coloriture.

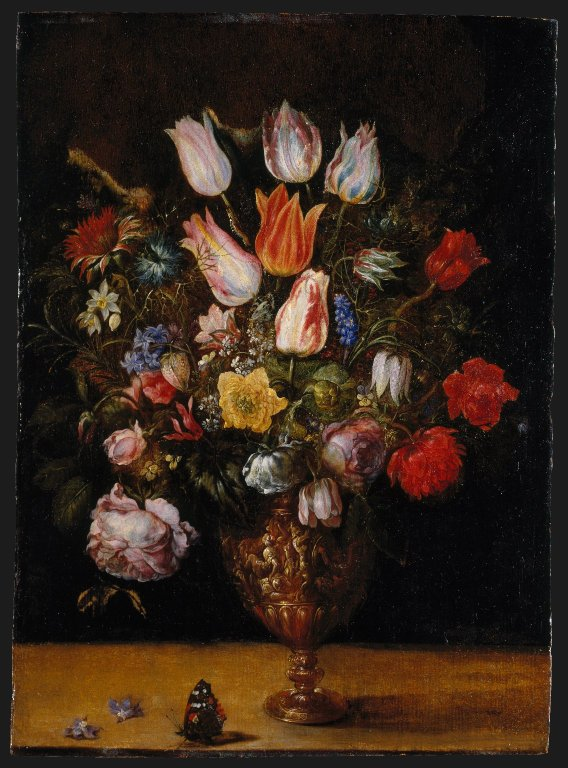
Caspar van den Hoecke, Vaso con fiori, olio su tavola, 49,8 x 36,2 cm, primo quarto del XVII sec., (Brooklyn Museum)

### Opere
- Creso presenta i suoi tesori, olio su tela, 131,5 × 191 cm, Museo nazionale di Varsavia
- La regina di Saba al cospetto di re Salomone, olio su tela, 105 × 167 cm
- Adorazione dei Magi, olio di tavola,  25 × 20,5 cm
- Nausica e le sue ancelle, olio su tela, 161 × 241,5 cm
- Ratto delle Sabine, olio su tavola, 56 × 79 cm